# Euthycera alaris
Euthycera alaris är en tvåvingeart som beskrevs av Vala 1983. Euthycera alaris ingår i släktet Euthycera och familjen kärrflugor.
Artens utbredningsområde är Frankrike. Inga underarter finns listade i Catalogue of Life.